# Брю, Мириам
Мириам Брю (Myriam Bru, род. 20 апреля 1930, IV округ Парижа) — французская киноактриса игравшая в фильмах 1950-х годов.

## Биография
Родилась в Париже в 1932 году, настоящее имя Мириам Розита Брух. Её отец-еврей погиб в концлагере Освенцим-Биркенау.
В Париже посещала курсы актёрского мастерства Рене Симона.
В 1952 году, победив в конкурсе красоты, получила предложение сыграть в эпизодической роли в кино, была замечена режиссёром Леонидом Могай, итальянский режиссёр Сонио Колетти по его совету доверил Мириам главную роль в фильме «Нас было триста».
Впоследствии снялась в нескольких итальянских и французских фильмах, в основном в главных ролях.
В 1958 году исполнила главную роль в фильме «Воскресение» — экранизации одноимённого романа Льва Толстого, в фильме главную мужскую роль исполнял актёр Хорст Бухгольц — после съемок они стали парой и в том же году поженились.
После свадьбы ушла из кино на пике своей карьеры, ведя непубличную жизнь занялась организацией актёрского агентства в Париже.

## Фильмография
- 1952 — Дело против «Х» — племянница
- 1953 — Нас было триста — Люциа
- 1953 — Девушка на солнце — Мэгги
- 1953 — Пуччини — Делия
- 1953 — Я всегда любила тебя — Мария
- 1953 — Что за подлецы мужчины! — Франка
- 1954 — Сто лет любви — Анна, жена Карло
- 1954 — Дом Рикорди — Луиза Левис
- 1954 — Такова жизнь — Тута
- 1954 — Две сиротки — Генриетта Жерар
- 1954 — Любовные истории Манон Леско — Манон Леско
- 1954 — Страстно — Елена Д’Альберти
- 1955 — Мой покровитель — Долли
- 1957 — Отдых в Искья — Дэнис Тиссон
- 1958 — Воскресение — Катюшка
- 1959 — Ад посреди города — Витторина